# Устройство вывода
Устро́йства вы́вода — периферийные устройства, преобразующие результаты обработки цифровых машинных кодов в форму, удобную для восприятия человеком или пригодную для воздействия на исполнительные органы объекта управления.

## Устройства для вывода графической информации
- Монитор
- Дисплей
- Принтер

## Устройства для вывода звуковой информации
- Встроенный динамик устройства
- Колонки
- Наушники

## Устройства ввода-вывода
- Магнитный барабан
- Ленточный накопитель
- Оптический привод
- Различные порты
- Различные сетевые интерфейсы

В соответствии с точным определением, в качестве «сердца» компьютера рассматриваются центральный процессор и ОЗУ. Все операции, не являющиеся внутренними по отношению к этому комплексу, рассматриваются как операции ввода-вывода.